# Rolaspis monile
Rolaspis monile är en insektsart som beskrevs av Williams 1960. Rolaspis monile ingår i släktet Rolaspis och familjen pansarsköldlöss.
Artens utbredningsområde är Angola. Inga underarter finns listade i Catalogue of Life.